# Famille Pineton de Chambrun
 (octobre 2022).
Si vous disposez d'ouvrages ou d'articles de référence ou si vous connaissez des sites web de qualité traitant du thème abordé ici, merci de compléter l'article en donnant les références utiles à sa vérifiabilité et en les liant à la section « Notes et références ».
La famille Pineton de Chambrun, anciennement Pineton, est une famille d'ancienne extraction noble sur preuves de 1491 et originaire de la province de la Marche.

## Histoire
Fils de Jean Pineton, consul d’Aubusson, et de Marie Auroch, Jacques Pineton (1515-1601), sieur de Chambrun, fut le premier à se faire appeler Pineton de Chambrun en ajoutant à son nom celui de Chambrun, du nom d’une terre appartenant à sa famille. Les châteaux, terre et seigneurie de Chambrun, qui lui a donné son nom, sont situés à peu de distance d’Aubusson.
De son premier mariage en 1553 avec Catherine Fajon, Jacques Pineton de Chambrun laissa Pierre, seigneur de Lempéry, médecin vivant à Genève en 1583 puis médecin ordinaire d’Henri IV, qui continua la branche aînée. Il fut capitaine des châteaux et forts de Marvejols et gouverneur de La Canourgue. Mort vers 1626, il est l’ancêtre de tous les Chambrun actuels.
De son second mariage avec Catherine Borel il eut Jacques, fondateur de la branche cadette, qui lui succéda à Nîmes puis fut pasteur à Orange. Il devint en Hollande chapelain de la princesse Marie, future Marie II d'Angleterre, qui le nomma, après son accession au trône d’Angleterre, chanoine de Windsor (Angleterre).
Deux branches se sont détachées, l'une dans la Marche, aujourd'hui éteinte, et l'autre en Gévaudan, encore subsistante.
Elle fut maintenue noble en 1669, fit des preuves pour la maison de Saint-Cyr (1736) et les pages de la petite écurie du roi (1744). Elle compte dans ses rangs de nombreux officiers. Elle porte le titre de courtoisie de marquis de Chambrun.
Cette famille s'est illustrée aux XIXe et XXe siècles avec des hauts fonctionnaires (un préfet et deux diplomates), un général et plusieurs hommes politiques qui représentèrent la Lozère et dont l'un occupa également un poste de secrétaire d'État. Un autre de ses membres fut également élu à l'Académie française. À la faveur de leur lien de parenté avec le président Théodore Roosevelt, quelques-uns partagèrent leur vie entre la France et les États-Unis.
Elle accède également un temps à la propriété des cristalleries de Baccarat.
Enfin, l'un de ses membres, René, prend pour épouse la fille de Pierre Laval, chef du gouvernement français sous le régime de Vichy.

## Personnalités
- Jacques Pineton de Chambrun, pasteur en 1560
- Aldebert Pineton de Chambrun (1679-1759), mousquetaire, chevalier de Saint-Louis
- Antoine Pineton de Chambrun (1732-1798), maréchal des camps et armées du roi, général de l'armée russe, gouverneur d'Ukraine et de Podolle[réf. nécessaire]
- Louis-Charles Pineton de Chambrun (1774-1860), émigré de l'armée de Condé, colonel de cavalerie, député de la Lozère
- Joseph Dominique Aldebert de Chambrun (19 novembre 1821-6 février 1899), préfet, député de la Lozère puis sénateur du 30 janvier 1876 au 4 janvier 1879.
- Charles de Chambrun (1827-1880), député de la Lozère en 1876, maire de Houdemont
- Charles Adolphe Pineton de Chambrun (10 août 1831 Marvejols-13 septembre 1891 New York), avocat à New York, épouse en l'église de la Madeleine le 8 juin 1859 Marie Henriette Hélène Marthe Tircuy de Corcelle (6 juin 1832 Paris-17 novembre 1902 Paris), petite fille de Marie Antoinette Virginie du Mottier de La Fayette[1], d'où :
  - Marie Thérèse Virginie Françoise de Chambrun (30 juin 1860 Essay-17 janvier 1948 Alger) épouse Pierre Savorgnan de Brazza.
  - Pierre de Chambrun (1865-1954), fut député (1898-1933) puis sénateur (1933-1941) de la Lozère. Chevalier de la Légion d'honneur. Il vota contre la remise de pleins pouvoirs à Philippe Pétain le 10 juillet 1940 et fut membre de l'Assemblée consultative provisoire en 1944-1945, d'où : 
    - Gilbert de Chambrun (1909-2009), chef résistant, ministre plénipotentiaire, commandeur de la Légion d'honneur, croix de guerre 1939-1945, maire de Marvejols (1953-1965), fut député aux Assemblées constituantes de 1946 et député de la Lozère de 1946 à 1955, membre de l'Union progressiste et apparenté au groupe communiste.

  - Jacques Aldebert de Chambrun (23 juillet 1872 Washington-22 avril 1962 Paris), général de corps d'armée, commandeur de la Légion d'honneur, croix de guerre 1914-1918, membre de la Société des Cincinnati de France et du Jockey Club de Paris. Il épouse le 19 février 1901 à Cincinnati  Clara Élénor Longworth (1873-1954). Elle était la sœur du gendre du Président des États-Unis Theodore Roosevelt et une spécialiste de Shakespeare sur lequel elle écrivit de nombreux ouvrages. Leur fils :
    - René de Chambrun (1906-2002) fut avocat à la Cour d'appel de Paris et au barreau de New York. Chevalier de la Légion d'honneur. Il épousa Josée, fille unique de Pierre Laval dont il se fit le défenseur de la mémoire. Ensemble ils créèrent la Fondation Josée-et-René-de-Chambrun.

  - Charles de Chambrun (1875-1952), diplomate et écrivain, fut membre de l'Académie française, grand-officier de la Légion d'honneur

- Charles de Chambrun (1930-2010), petit-fils de Pierre et neveu de Gilbert de Chambrun, administrateur de sociétés, maire de Montrodat (Lozère). Député (gaulliste) de la Lozère de 1962 à 1973, nommé secrétaire d'État au Commerce extérieur en 1966 (Gouvernement Georges Pompidou (3)), il est ensuite député (Front national) du Gard de 1986 à 1988. Maire de Saint-Gilles (Gard) de 1989 à 1992.

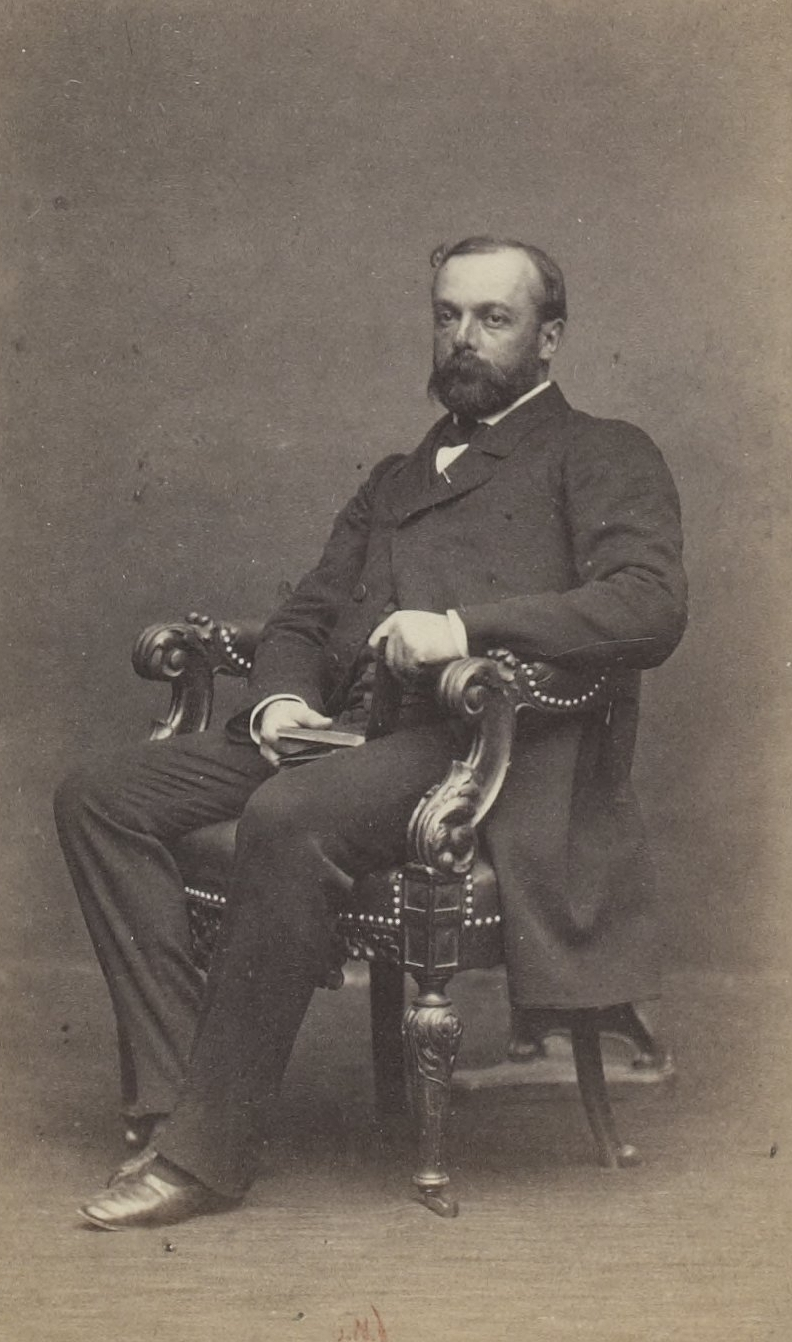
Aldebert Pineton de Chambrun (1821-1899)
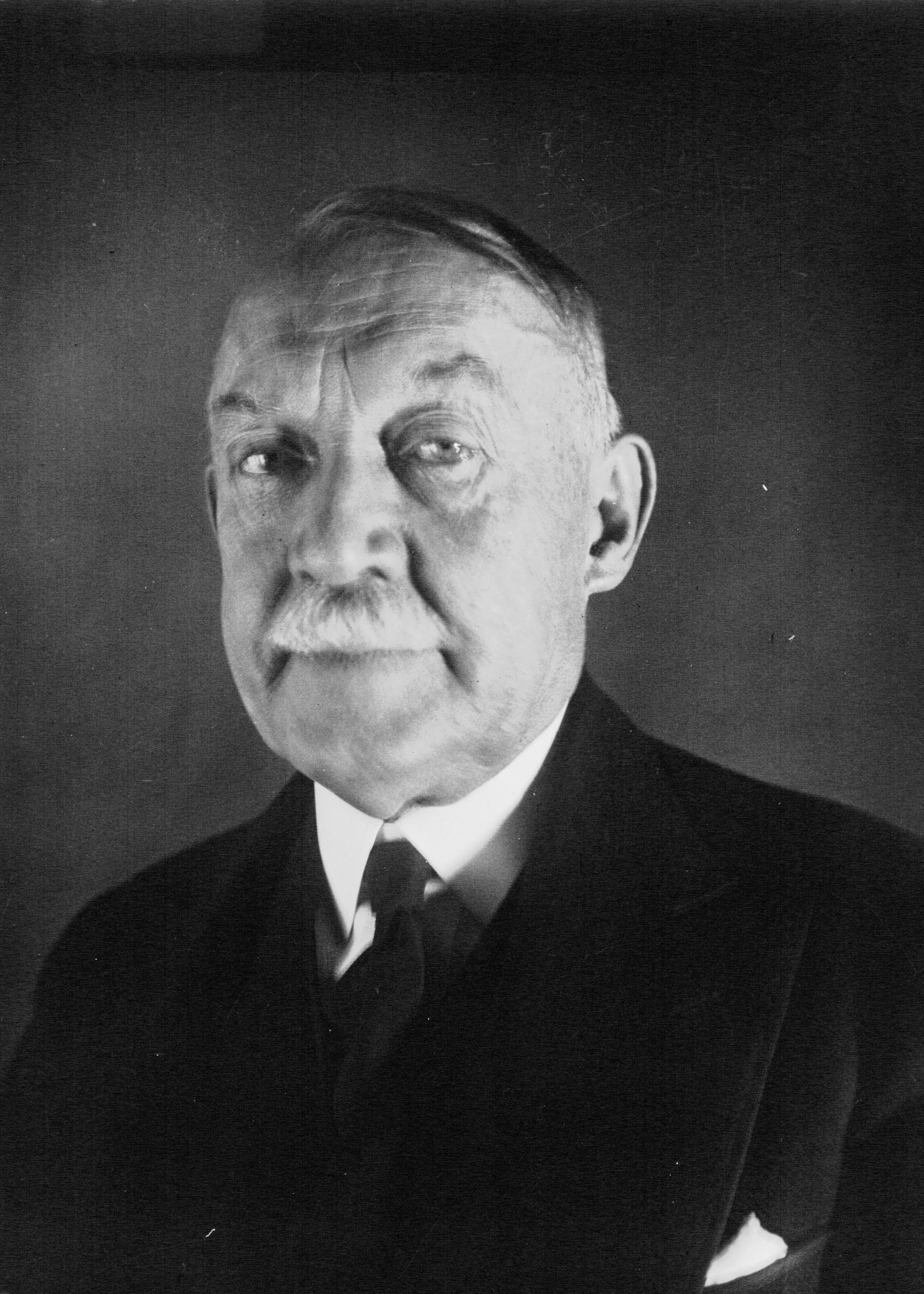
Pierre Pineton de Chambrun (1865-1954)
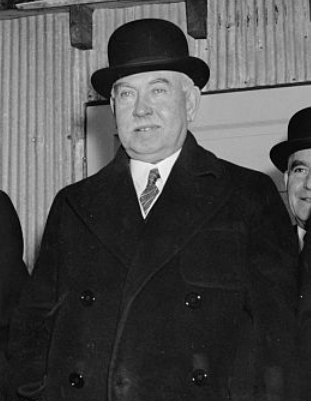
Aldebert Pineton de Chambrun (1872-1962)
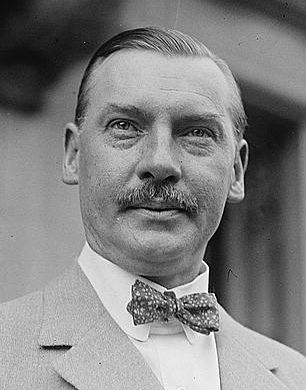
Charles Pineton de Chambrun (1875-1952)
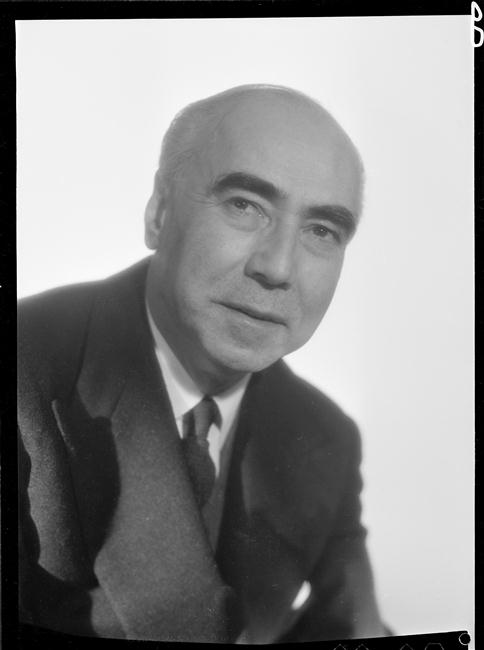
René Pineton de Chambrun (1906-2002)
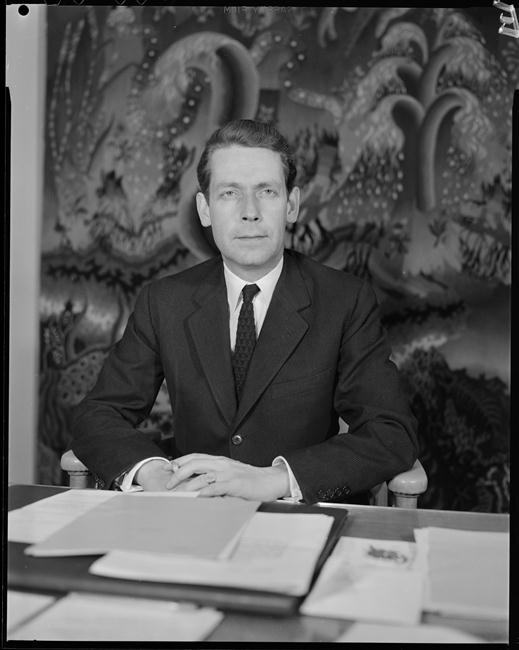
Charles Pineton de Chambrun (1930-2010)

## Citation
Jean Giraudoux aurait dit en 1931 : « Je connais bien la famille. Elle est complète : on y trouve un diplomate dont les maladresses mèneront peut-être à la guerre, un parlementaire qui la votera, un général qui la perdra ! »